# Girolamo Parabosco
Girolamo Parabosco, né vers 1524 et mort le 21 avril 1557, est un polygraphe, compositeur et organiste italien de la Renaissance.

## Biographie
Girolamo Parabosco est né à Plaisance, en Italie. Il est le fils d'un organiste célèbre, Vincenzo Parabosco. On sait peu de choses sur son enfance, mais il se rend tôt à Venise pour ses études musicales et figure parmi les élèves d'Adrien Willaert, fondateur de l'école vénitienne, vers la fin de 1541,. En 1546, il se rend à Florence visiter Francesco Corteccia, musicien des Médicis et principal musicien de la ville. Après une période de voyages où il visite d'autres villes de l'Italie du Nord, il retourne à Venise et devient premier organiste à la basilique Saint-Marc, qui est alors l'une des institutions musicales les plus respectées de l'Italie. Il est resté à l'emploi de la basilique tout le reste de sa vie et est mort à Venise en 1557.
Il écrivit Rime et des comédies en prose, mais il est mieux connu pour I Diporti, recueil d'histoires écrites sur le modèle du Décaméron de Boccace et censées être racontées par un groupe de chasseurs retenu par le mauvais temps dans une île de la lagune de Venise.
Parmi ses compositions qui subsistent, il y a un recueil de madrigaux pour cinq voix, publié à Venise en 1546, quatre autres madrigaux publiés en 1541 et en 1544, ainsi que de la musique instrumentale. Les madrigaux ressemblent par leur style à ceux de Willaert, mais la polyphonie y est encore plus dense ; ils ressemblent plus au motet qu'à la plupart des madrigaux italiens du début des années 1540. L'une de ses œuvres instrumentales est un ricercare inspiré du Da Pacem Domine, antienne pour la paix ; il a peut-être été écrit pour la fin de la guerre entre Venise et l'Empire ottoman en 1540.

## Sources
- (en) Cet article est partiellement ou en totalité issu de l’article de Wikipédia en anglais intitulé « Girolamo Parabosco » (voir la liste des auteurs).